# Pseudocraterellus neotropicalis
Pseudocraterellus neotropicalis é uma espécie de fungo pertencente à família Cantharellaceae.